# 肯尼貝克 (堪薩斯州)
肯尼貝克（英語：Kennebec）是位於美國堪薩斯州拉塞爾縣的一個鬼鎮。

## 歷史
肯尼貝克的郵政局於1874年設立，直到1891年結束營運。

## 地理
肯尼貝克所處的海拔為高於海平面534米（即1752英呎），而該地所採用的時區為UTC-6，即北美中部時區（CST）。同時該地設有夏令時間，為UTC-6調快一小時，即UTC-5（CDT）。